# Ваиланги-Лала
Ваиланги-Лала (фидж. Wailagi Lala) — остров в Фиджи. Административно входит в состав провинции Лау.

## География
Остров Ваиланги-Лала расположен в крайней северной точке архипелага Лау, в южной части Тихого океана. Ближайший материк, Австралия, находится примерно в 3000 км. Остров представляет собой крошечный атолл, площадь которого составляет всего 0,3 км², а высшая точка достигает 3 м. Является одним из немногих настоящих атоллов Фиджи.
В центре Ваиланги-Лала находится лагуна, а сам остров окружён коралловым рифом. С точки зрения геологии, он преимущественно сложен из карбонизированного песка, гравия и береговой породы.
Остров покрыт типичной для атоллов растительностью, среди которой преобладают кокосовые пальмы. Климат на Ваиланги-Лала влажный тропический. Подвержен негативному воздействию циклонов.

## История
В 1909 году на острове был собран маяк из чугуна, произведённый в Британии и отправленный по частям в Фиджи. В настоящее время в связи с автоматизацией маяка и отсутствием необходимости в его постоянном обслуживании остров является необитаемым.
В начале 2007 года Ваиланги-Лала был взят в аренду для создания на острове туристической инфраструктуры.